# 藤井滋司
藤井 滋司（ふじい しげじ、1908年 - 1970年）は、日本の脚本家。松竹下加茂撮影所の脚本部に所属しながら、トーキー黎明期の京都にかつて存在した会社組織を超えた脚本家集団「鳴滝組」に参加、映画史に名を残す。

## 来歴・人物
1908年（明治42年）に生まれる。1922年（大正11年）、旧制京都市立第一商業学校（現：京都市立西京高等学校・附属中学校）に入学、当時の同級生、のちの映画監督の山中貞雄とは親しく、映画好きの仲間であった。1学年上に当時すでに映画俳優だったのちの映画監督マキノ正博がいた。
1933年（昭和8年）頃、松竹下加茂撮影所脚本部に入社、同年、劇作家木村錦花の歌舞伎台本を木村富士夫と共同で脚色した井上金太郎監督の『弥次喜多』で脚本家としてデビュー、同作は正月映画として同年末12月31日に公開された。翌1934年（昭和9年）、オリジナル脚本が採用され、大下宗一監督が映画化した『春姿だんだら染』で一本立ち、同作は同年3月21日に公開された。脚本家デビュー時の藤井は25歳、学生時代からの仲間の山中貞雄も同じ3月に12本目の監督作『風流活人剣』を発表していた。
その頃藤井は、松竹以外の撮影所の密集する太秦地区の北側に位置する京都市右京区鳴滝音戸山町の辺りに住んでいた。そこには新興キネマ京都撮影所の脚本家の八尋不二や監督の鈴木桃作、片岡千恵蔵プロダクションの監督の稲垣浩と山中貞雄、日活京都撮影所にいた山中の助監督の萩原遼、そして当時浪人中の脚本家三村伸太郎と監督の滝沢英輔も住んでいた。彼らはその地を「鳴滝村」と呼んでいた。この交友関係から生まれた脚本集団が「鳴滝組」であり、1934年（昭和9年）に活動を開始し、共同ペンネームを「梶原金八」とした。
翌1935年（昭和10年）、映画界は、謎の新進脚本家「梶原金八」の話題で騒然、当時の松竹蒲田撮影所の所長・城戸四郎は「梶原金八を引き抜け!」と周囲に命じたというが、まさか架空の名義とは知らず、またその「梶原金八」のひとりが松竹下加茂の藤井であるとは知る由もなかった。同年10月には長谷川伸原作の『蹴手繰り音頭』を「梶原金八」が脚色、井上金太郎監督が監督し、その前後篇が松竹下加茂で製作され、11月には公開された。1937年（昭和12年）には滝沢も山中も「鳴滝村」を離れて、東京のP.C.L.映画製作所に入社、三村が脚本を手がけた『人情紙風船』を撮って山中は出征、翌年には戦死してしまい、「鳴滝組」は活動を停止した。
その間も藤井は松竹下加茂を動かず、脚本を発表し続けた。1938年（昭和13年）には、かつて「脚本三村伸太郎、潤色梶原金八」とクレジットされ、稲垣浩と山中貞雄とが共同で監督、大ヒットした『関の弥太ッぺ』を、今度は藤井が2度目のリメイク（3回目の映画化）をした。
1940年（昭和15年）、御手洗一と共同で脚本を書いた高田浩吉主演の『幡随院一家』が5月16日に公開されたが、これを最後に藤井の脚本作は観られなくなった。藤井が松竹下加茂で書いた映画は41本、それとは別に「梶原金八」が遺した映画は22本であった。
戦後間もなく、京都に出版社「和敬書店」が設立され、同社が編集・発行した歌舞伎・文楽を主題とした雑誌「幕間」（1946年5月 創刊 - 1961年9月 終刊）の創刊に関わる。
1970年（昭和45年）に死去。享年63（61-62歳没）。

## 主なフィルモグラフィ
- 弥次喜多 1933年 監督井上金太郎、原作木村錦花、共同脚本木村富士夫、撮影杉山公平、主演林長二郎　※脚本家デビュー作
- 春姿だんだら染 1934年 監督大下宗一、主演坂東橘之助
- 関の弥太っぺ 1935年 監督稲垣浩・山中貞雄、原作長谷川伸、脚本三村伸太郎、潤色梶原金八、撮影松村禎三・竹村康和、主演大河内伝次郎　※藤井名義のクレジットはなし
- 蹴手繰り音頭 前篇・後篇 1935年 監督井上金太郎、原作長谷川伸、撮影伊藤武夫、主演坂東好太郎
- 関の弥太ッぺ 1938年 監督古野栄作、原作長谷川伸、主演高田浩吉
- 幡随院一家 1940年 監督秋山耕作、原作民門敏夫、共同脚本御手洗一、主演高田浩吉 ※最終作

## 関連事項
- 松竹京都撮影所
- 梶原金八

## 註
1. ↑  『日本映画監督全集』（キネマ旬報社、1976年）の「山中貞雄」の項（p.427-429）を参照。同項執筆は加藤泰。
2. ↑  立命館大学衣笠キャンパスの「マキノ・プロジェクト」サイト内の「菅家紅葉氏談話」の記述を参照。
3. ↑  高木四郎『藤井さんと私』（『藤井滋司を憶う』所収、天野忠編、文童社、1971年）の記述を参照。